# Trichoglossus flavoviridis
El lori verdigualdo (Trichoglossus flavoviridis) es una especie de ave psitaciforme de la familia Psittaculidae endémica de la isla de Célebes y las islas Sula. Existen dos subespecies.

## Subespecies
Tiene dos subespecies bien diferenciadas:
- T. flavoviridis flavoviridis Wallace, 1863 – en las islas Sula.
- T. flavoviridis meyeri Walden, 1871 – en Célebes.

### Textos citados
- Forshaw, Joseph M. (2006). Parrots of the World; an Identification Guide. Ilustrado por Frank Knight. Princeton University Press. ISBN 0-691-09251-6.